# Jack Spratt and the Scales of Love
Jack Spratt and the Scales of Love è un cortometraggio muto del 1915 diretto da Roy Clements.

## Trama
Al drug store di Snakeville, Slim e Sophie comperano due bottiglie: Slim una bottiglia di Fato, Sophie una di Thino. A loro insaputa, però, Mustang Pete scambia le due boccette.

## Produzione
Il film fu prodotto dalla Essanay Film Manufacturing Company. Venne girato a Niles. Gilbert M. 'Broncho Billy' Anderson, fondatore della casa di produzione Essanay (che aveva la sua sede a Chicago), aveva individuato nella cittadina californiana di Niles il luogo ideale per trasferirvi una sede distaccata della casa madre. Niles diventò, così, il set dei numerosi western prodotti dall'Essanay.

## Distribuzione
Distribuito dalla General Film Company, il film - un cortometraggio di una bobina - uscì nelle sale cinematografiche USA il 2 dicembre 1915.